# Лицар диявола
Лицар диявола (англ. Devil's Knight) — американський бойовик 2003 року.

## Сюжет
Брати Гектор і Рубен зробили гоночну машину «Лицар диявола». Після виграшу майже у всіх змаганнях, вони були вбиті в своїй майстерні двома вбивцями в масках. Їх молодша сестра Делія, яка служить у спецназі армії США в Кувейті, дізнається про смерть своїх братів. Вона залишає службу і приїжджає додому. Розчарована відсутністю будь-яких успіхів у розслідуванні, вона вирішує сама знайти вбивць.

## У ролях
- Александр Романов — Сем Блейк
- Хайме Гомес — Річі Кобор
- Мартін Коув — Зефф
- Геррі Маршалл — Великий Едді
- Пепе Серна — Гектор Рівера
- Джоі Медіна — Гидкий Боббі
- Хосе Солано — Рубен Рівера
- Керрі Рівз — Ніколь
- Вернон Веллс — Френк
- Елізабет Альварез — Делія Рівера
- Камілла Бйорлін
- Чарльз Гуардіно — Нік
- Остін Хейден — бандит
- Джино Монтесінос — Альвіно
- Стів Нейв — Beauty Pageant MC
- Джо Перез — Рауль